# Klondike Fever

Klondike Fever (Running) est un film canadien de Peter Carter sorti en 1980.
Le film se déroule en 1898 et raconte le voyage de Jack London depuis San Francisco vers les champs aurifères du Klondike.
Le film a reçu neuf nominations aux Prix Génie 1980.